# Dix Femmes pour un mari
Dix Femmes pour un mari est un film muet français réalisé par Georges Hatot, Lucien Nonguet et Ferdinand Zecca, sorti en 1905.

## Fiche technique
- Réalisation : Georges Hatot, Lucien Nonguet, Ferdinand Zecca
- Scénario : André Heuzé
- Production : Pathé Frères
- Date de sortie : France : 11 août 1905

## Distribution
- Max Linder